# Герб Свердловской области
Герб Свердловской области — правовой знак Свердловской области Российской Федерации, составленный и употребляемый в соответствии с правилами геральдики, наряду с флагом служащий официальным символом. Принят Областной Думой Законодательного Собрания Свердловской области 6 мая 2005 года, внесен в Государственный геральдический регистр Российской Федерации 26 марта 2005 года.

## Описание и обоснование символики
Описание полного герба Свердловской области:
Полный герб Свердловской области представляет собой червленый щит с серебряным восстающим соболем, держащим передними лапами золотую стрелу, положенную в столб оперением вверх. Щит увенчан золотой императорской короной. Щит поддерживают золотые грифоны, держащие поставленные в столб по сторонам щита знамёна в цвет флага Свердловской области с золотыми древками, бахромой, навершиями и подтоками, стоящие на подножии из золотых кедровых ветвей, перевитых червленой лентой с золотыми каймами, на которой серебряными буквами начертан девиз «Опорный край державы».
И малого герба Свердловской области:
Малый герб Свердловской области представляет собой червленый щит с серебряным восстающим соболем, держащим передними лапами золотую стрелу, положенную в столб оперением вверх. Щит увенчан золотой императорской короной.
Соболь со стрелой служит указанием на первоначальное развитие края, как части Сибирского царства. Будучи взят из фигур старого Верхотурского герба он призван подчеркнуть преемственность с русскими поселенцами, чьим форпостом был Верхотурский монастырь. В отличие от своего прототипа, соболь изображен серебряным, а не чёрным. Благодаря этому на первый план выступает не эмблематическое его значение — пушнина и/или охотничьи промыслы инородцев, а символическое, допускающее широкий спектр толкований: от напоминания о легендарном «старом соболе» до сближения с горностаем, символом чистоты и независимости.
Принятию в качестве щитодержателей двух грифонов со знаменами (штандартами) в лапах послужило то обстоятельство, что одна из традиционных версий, восходящих к Геродоту, соотносит Рифейские горы, подступы к которым охраняются грифонами, с Уральским хребтом. Как мифологические стражи сокровищ, они указывают на минеральные богатства недр Среднего Урала: золото, самоцветы, руды и т. п. Через свою териоморфность и символику неодолимости грифоны также призваны отразить ту роль, которую играет Урал в формировании оборонной мощи России «на суше, в небе и на море». Причастность к славе Российской армии, в частности, отражают и знамёна в их лапах.
Помимо указания на причастность к обороноспособности страны упомянутые выше знамёна — знак признания той роли, которую сыграл в развитии Среднего Урала В. Н. Татищев. Эта гербовая фигура из родового герба, означающая «доблести рода Татищевых, не щадивших себя в войнах за Отечество в качестве счастливых предводителей ополчения», кроме того, олицетворяет собой боевой и трудовой подвиг жителей области в годы Великой Отечественной войны. Подножие, выполненное в виде золотых ветвей кедра с шишками, указывает на лесные богатства и преобладание хвойных лесов, а также несёт символику обретения плодов. В качестве девиза — «Опорный край державы» принята цитата из поэмы А. Т. Твардовского «За далью даль»:
Урал! ...
Опорный край державы,
Её добытчик и кузнец,
Ровесник древней нашей славы
И славы нынешней творец.

## История
Образована как область РСФСР 17 января 1934 года при разделении Уральской области, в нынешних границах с 1938 года — после выделения из её состава Пермской области. Однако первые проекты герба начали появляться только в 1993 году, в период становления Уральской республики.

### Проекты и их проблематика
18 ноября 1994 года постановлением № 82 Свердловская областная Дума создала конкурсную комиссию по разработке эскизов герба. 5 декабря 1994 года областная Дума утвердила Устав Свердловской области, согласно которому у области может быть флаг и герб.
26 января 1995 года Свердловская областная Дума объявила открытый конкурс по созданию проектов герба и флага Свердловской области. Техническим заданием предусматривалось, что на конкурс должны были быть представлены проекты малого и большого герба, рекомендовалось соотношение ширины к длине как 3:3, соблюдение соответствия цветов флага и малого герба. 26 мая 1995 года конкурсная комиссия вынесла заключение, что «ни один из представленных проектов не может быть выбран в качестве основы для представления областной Думе герба и флага области» и создала рабочую группу для доработки проектов. 21 февраля 1996 года на заседании Свердловской областной Думы были рассмотрены проекты от рабочей группой и проект, составленный на основе эмблемы движения «Преображение Урала» депутатом А. А. Баковым и другими авторами. Проект А. А. Бакова был подвергнут геральдистами и депутатами критике: они утверждали, что «в каслинском литье изображен не сокол, а голубь-горлица, к тому же — без хвоста, что для герба вовсе неприлично».
После выборов в Законодательное Собрание Свердловской области от 14 апреля 1996 года была создана комиссия по символам Свердловской области во главе с депутатом А. Н. Выборновым. На тот момент в команде губернатора и среди части депутатов Законодательного Собрания была популярна идея переноса центра Свердловской области в город Верхотурье как в «духовно-исторический центр Урала». В итоге появился проект герба, разработанный на основе герба города Верхотурья, утвержденный в 1783 году вместе с гербами других городов Пермского наместничества: «В верхней части щита герб Пермский. В нижней — в серебряном поле соболь, со стрелою и буквою „В“, означающей имя сего города».
На рассмотрение заседания Областной Думы был предложен следующий вариант проекта герба: «Полное изображение герба Свердловской области представляет собой изображение стоящего белого (серебряного) соболя, держащего в лапах стрелу жёлтого (золотого) цвета острием вниз в центре щита французской формы в красном (пурпурном) поле. Щит обрамляют листья дуба серебряного цвета, перевитые голубой (лазурной) лентой, венчает щит корона жёлтого (золотого), красного и серебряного цветов. Щит с изображением соболя является собственно гербом Свердловской области»

### Избрание
4 февраля 1997 года Областная Дума Законодательного Собрания Свердловской области постановлением № 193 приняла в первом чтении областной закон «О гербе и флаге Свердловской области» и 25 февраля 1997 года направила его для рассмотрения в Государственную герольдию при Президенте Российской Федерации. 5 марта 1997 года Палата Представителей Законодательного Собрания Свердловской области своим постановлением № 103-П отклонила принятый Областной Думой закон «О гербе и флаге Свердловской области» и создала согласительную комиссию, в состав которой вошли и представители комиссии по символам Свердловской области. 11 марта 1997 года Областная Дума своим постановлением № 230 приняла закон во втором чтении, который 3 апреля 1997 года одобрила своим постановлением № 107-П Палата Представителей Законодательного Собрания Свердловской области.
3 апреля 1997 года постановлением Палаты Представителей № 107-П областной закон «О гербе и флаге Свердловской области» одобрен и направлен Губернатору Свердловской области, который подписал его 14 апреля 1997 года с присвоением регистрационного номера 19-ОЗ. Закон вступил в силу после его официального опубликования 22 апреля 1997 года в «Областной газете» № 59.
При этом было установлено, что воспроизведение изображения герба и флага Свердловской области является обязательным с 1 сентября 1997 года.

### Описание

Герб с 1997 по 2005 год

Герб был описан в законе следующим образом: «Полное изображение герба Свердловской области представляет собой изображение стоящего белого (серебряного) соболя, держащего в лапах стрелу жёлтого (золотого) цвета остриём вниз, в центре щита червленого (красного) цвета. Щит обрамляют листья дуба золотого (жёлтого) цвета, перевитые голубой (лазурной) лентой, венчает щит корона жёлтого (золотого) и красного (пурпурного) цветов. Внизу лента красного цвета с надписью „Свердловская область“». Геральдическое описание герба Свердловской области гласит: «В червленом (красном) поле серебряный обернувшийся соболь, держащий золотую стрелу остриём вниз». Статьёй 4 закона допускалось возможность воспроизведения изображения герба области без обрамления. Статьёй 9 этого закона было установлено, что контроль за соблюдением областного законодательства о символах Свердловской области в части их правильного воспроизведения и применения осуществляет комиссия по символам Свердловской области. Положение об этой комиссии и её персональный состав были утверждены 23 апреля 1997 года постановлением № 307 Областной Думы комиссию по символам возглавил заместитель председателя комитета Областной Думы по вопросам законодательства и местного самоуправления Андрей Николаевич Выборнов, в состав комиссии был включен член Союза художников Российской Федерации Вячеслав Викторович Старцев.

### Проблемы при регистрации
29 августа 1997 года областной закон «О гербе и флаге Свердловской области» был направлен в Государственную герольдию при Президенте Российской Федерации для государственной регистрации официальных символов Свердловской области. 10 октября 1997 году Государственная герольдия при Президенте Российской Федерации направила на имя председателя Областной Думы Законодательного Собрания Свердловской области заключение по итогам обязательной геральдической экспертизы герба и флага Свердловской области.
Возражения вызвало изображение короны в гербе. Кроме того, что в нём не было упомянутых в описании герба в тексте закона серебряных элементов, «геральдической несообразностью» в заключении было названо наличие в гербе инфул — лент, выходящих из короны, так как по мнению Государственной герольдии «в геральдической традиции такие ленты обозначают абсолютную полноту суверенитета и безусловно не согласуются со вхождением области в состав Российской Федерации». Герольдия рекомендовала отказаться от короны либо заполнить просветы белыми (серебряными) деталями — традиционными геральдическими жемчужинами, и исключить из герба ленты, выходящие из короны. Критике Государственной герольдии подверглись также и изображенные в гербе дубовые листья, перевитые голубой лентой, так как «с исторической и геральдико-правовой точки зрения этот элемент является конкретным атрибутом статуса в пределах определённой административно-территориальной системы. В 1857 году (и повторно — пожалованием 1878 года) подобный элемент был установлен не как обычный почетный знак, пожалованный той или иной земле, а как особое геральдическое указание на место губернии в системе управления империи. Венок с голубой (андреевской) лентой означал безраздельную власть императора; он подчеркивал, что губерния является не регионом с собственной властью, а лишь административным подразделением в унитарном государстве». Более того, с учетом того, что «Свердловская область не является прямой преемницей какой-либо из дореволюционных губерний, это подчеркивает несообразность воспроизведения губернских атрибутов в гербе Свердловской области».
Государственная герольдия не приняла герб Свердловской области. В заключении было указано, что «Включение названия области в состав герба противоречит базовым принципам гербоведения и не может быть одобрено ни в каком виде». Одновременно Государственная герольдия отметила, что «в принципе возможно использование различных обрамляющих элементов в гербе. Допустимы щитодержатели (например, по бокам щита могут находиться две фигуры белых соболей, но без стрел, или же фигурки соболя и ящерицы и т. п.; их подножием могут служить ветви, хотя бы и дубовые, только без голубой ленты), лента с девизом)».

### Доработка
В декабре 2000 года был утверждён новый состав комиссии по символам Свердловской области. Её возглавил Владимир Фёдорович Никитин, заместитель председателя Палаты Представителей Законодательного Собрания Свердловской области. В состав комиссии были включены председатель Уральской геральдической ассоциации Валентин Константинович Кондюрин и её архивариус Александр Константинович Грефенштейн.
1 апреля 2001 года комиссия по символам Свердловской области, согласно рекомендации Геральдического совета при Президенте Российской Федерации по корректировке принятых символов области, предложила изменения герба и флага, включая «использование в качестве щитодержателей двух соболей, цвет которых может варьироваться от чёрного (цвет соболя в геральдике по умолчанию) до золотого и серебряного. Последний цвет не совсем корректен геральдически, поскольку серебро в первую очередь соотносится с горностаем». При этом, «один из соболей может быть заменен на медведя, что позволяет избежать избыточного числа одинаковых изображений и акцентировать внимание на географическом положении Урала между собственно Россией и Сибирью». Форма предложенного «подножия может быть почти любой (например, изображать горы), но желательно, чтобы её нижний край обрамлялся лентой ордена Ленина», которым дважды (в 1959 и в 1970 годах) была награждена Свердловская область.
Было предложено изменить корону, изображенную в гербе, на «закрытую с дугами украшенными самоцветами, красной шапкой и опушкой черно-золотого беличьего меха. Самоцветы, украшающие дуги, могут быть окрашены либо в три цвета попеременно, либо каким то одним из них; при этом в геральдике достаточно жестко зафиксировано, что зелень соответствует изумруду, лазурь — сапфиру или лазуриту, красный — рубину или шпинели, а иногда гранату. Для опушки короны может быть использован либо беличий мех, либо мех вообще: натурально исполненный и с четкими отличиями от горностаевого». При этом указывалось, что «на данный момент за Свердловской областью зарезервирован вариант черно-золотой окраски, указывающий на богатства недр».
Наиболее важными явились предложения по изменению главной фигуры герба: со ссылкой на то, что «в геральдике все активные (хищные) животные имеют поднятый вверх хвост, что указывает на их бесстрашие; высунутый язык как показатель агрессивности и наличия голоса; различимые половые органы как показатель своей мужественности. В забракованном варианте опушенный вниз хвост, что служит указанием на трусость животного. Обычным такое положение хвоста считается лишь для ряда смирных животных и для волка. Отсутствие языка есть знак безгласности, отсутствия права голоса. Помимо этого все гербовые животные по умолчанию обращены влево от зрителя, разворот же головы назад говорит об испуганном животном» было предложено развернуть соболя в геральдическую правую сторону и изобразить его с поднятым хвостом.
Кроме этого, предлагалось, с учётом того, что «стрела несёт либо значение неотвратимости наказания, либо (в России) показывает на покоренных сибирских инородиев — за счет изображения их гербовой эмблемы опрокинутой» не только изменить направление стрелы, но и вообще заменить изображение стрелы на обращенный вниз острием меч как знак обороны и оборонной промышленности.
Возвращаясь к проекту герба 1994 года, авторы предлагали ввести в герб «оконечность черно-золотого беличьего меха как территориального маркера, связанного при этом с символикой территориальной короны». С учётом вышеизложенного, Уральской геральдической ассоциацией было предложено 3 варианта проектов герба.
1. Первый вариант представлял собой щит из герба 1997 года без каких-либо изменений, без изображения дубовых листьев, перевитых голубой лентой, но увенчанный короной с черно-золотыми шлемиками и дополненный снизу лентой с девизом «ОПОРНЫЙ КРАЙ».
2. Второй вариант проекта герба уже имел изменённое изображение соболя, к которому была добавлена чёрно-золотая оконечность из шлемиков. В соответствии с рекомендациями Геральдического совета при Президенте Российской Федерации о том, что флаги субъектов РФ и муниципальных образований должны повторять рисунок герба, то есть быть гербовыми, были предложены 6 вариантов гербового флага.
3. Третьим вариантом проекта был щит с червлёно-золотой оконечностью из шлемиков.

Были разработаны и варианты проекта большого (полного) герба области, включающие щитодержателей — мастерового в кожаном фартуке, опирающегося на железоделательный молот, горного инженера в мундире образца 1723 года и офицера со шпагой. Кроме того, исходя из того, что если областные власти сочтут оставить флаг без изменения даже вопреки рекомендациям Геральдического совета, было предложено изменить герб таким образом, чтобы его цвета соответствовали цветам областного флага 1997 года.

### Вторая попытка регистрации
К февралю 2005 года были выбраны окончательные проекты герба и флага Свердловской области и вновь направлены на экспертизу в Геральдический совет при Президенте Российской Федерации.
В окончательном варианте проекта полного герба Свердловской области изображались щитодержатели — золотые грифоны, стоящие на подножии из золотых кедровых ветвей, перевитых красной лентой с золотой каймой и с начертанным серебряными литерами девизом «ОПОРНЫЙ КРАЙ ДЕРЖАВЫ», и держащие поставленные в столб знамёна в цвет флага Свердловской области. Учитывая достаточно широкую популярность в Свердловской области флага, утвержденного в 1997 году, было принято решение ввести его изображение в полный герб и таким образом легитимизировать его в свете рекомендаций Геральдического совета (по схеме: у области такой полосатый, негербовый флаг потому, что знамя таких цветов изображено в гербе области). В «Заметках к символическому обоснованию гербовых фигур, воспринимаемых Свердловской областью», отмечалось, что соболь со стрелой служит указанием на первоначальное развитие края как части Сибирского царства, и, будучи взят из старого герба города Верхотурья, призван подчеркнуть духовную преемственность с русскими покорителями и просветителями Сибири, чьим форпостом был Верхотурский монастырь. В отличие от своего прототипа он изображен серебряным (белым), а не чёрным (обычным для соболя цветом). Благодаря этому на первый план выступает не эмблематическое его значение — пушнина и/или охотничьи промыслы инородцев, — а символическое, допускающее широкий спектр толкований от легендарного клейма «Старый соболь» Демидовских заводов, до сближения с горностаем — символом чистоты и независимости. Красный цвет поля призван олицетворять власть, достоинство, почет, а золотая стрела — государственную крепость.
Предлагаемый вариант короны отражал сопреемственность Свердловской области Великой Перми, самостоятельность и независимость Горного округа от Пермского губернского правления в большинстве сфер его деятельности. Для отличия от великокняжеской шапки (как понижающие статус элементы) введена опушка беличьего меха вместо горностаевой. Кроме того, традиционные украшения дуг (жемчужины) и держава заменены изумрудами как указание на уникальное многообразие самоцветов в уральских недрах. Поводом для восприятия в качестве щитодержателей двух грифонов со знаменами (штандартами) в лапах послужило то, что одна из традиционных версий, восходящих к Геродоту, соотносит Рифейские горы, подступы к которым охраняются грифонами, с Уральским хребтом. Как мифологические стражи сокровищ грифоны также указывают на минеральные богатства недр Среднего Урала: золото, самоцветы, руды и т. п. Грифоны также призваны отразить ту роль, которую играет Урал в формировании оборонной мощи России на суше, в небесах и на море. Причастность к славе российской армии, в частности, отражают и знамёна в их лапах.
Помимо указания на причастность к обороноспособности страны, упомянутые выше знамёна — знак признания той роли, которую сыграл в развитии Среднего Урала В. Н. Татищев. Эта гербовая фигура из родового герба, означающая «доблести рода Татищевых, не щадивших себя в войнах за Отечество в качестве счастливых предводителей ополчения», кроме того олицетворяет собой боевой и трудовой подвиг жителей области в годы Великой Отечественной войны 1941—1945 годов.
Выполненное в виде золотых ветвей кедра с шишками подножие указывает на преобладание на территории области хвойных лесов.
Девиз — известная цитата из стихотворения уральской поэтессы Л. Татьяничевой— акцентирует символику природных богатств и промышленного потенциала Урала как важной составляющей обороноспособности и силы России. Для отличия от ленты ордена «За заслуги» девизной ленте приданы золотые каймы.
5 марта 2005 года комиссия по символам Свердловской области направила в порядке законодательной инициативы в Областную Думу Законодательного Собрания Свердловской области проект закона Свердловской области «О внесении изменений в Областной закон Свердловской области „О гербе и флаге Свердловской области“». 15 марта 2005 года Областная Дума Законодательного Собрания Свердловской области своим постановлением № 1345-ПОД приняла в первом чтении проект закона Свердловской области "О внесении изменений в Областной закон «О гербе и флаге Свердловской области».
Законопроектом предлагалось установить полный и малый гербы Свердловской области. При этом полный герб должен был состоять из червлёного щита с серебряным восстающим соболем, держащим передними лапами золотую стрелу, положенную в столб оперением вверх. Щит был увенчан короной, наподобие княжеской с червленой подкладкой, не достигающей верха дуг, с опушкой чёрно-золотого беличьего меха в два ряда, с изумрудами вместо жемчужин и державы. Щит поддерживали золотые грифоны, держащин поставленные в столб по сторонам щита знамёна в цвета флага Свердловской области с золотыми древками, бахромой, навершием и подтоками, стоящие на подножии из золотых кедровых ветвей, перевитых червлёной лентой с золотыми каймами, на которой серебряными буквами начертан девиз «ОПОРНЫЙ КРАЙ ДЕРЖАВЫ». Малый герб представлял собой увенчанный короной щит полного герба.
Принятый в первом чтении законопроект был направлен на рассмотрение губернатору области и в Геральдический совет при Президенте Российской Федерации.
23 марта 2005 года председатель комиссии по символам Свердловской области В. Н. Никитин и председатель Уральской геральдической ассоциации В. К. Кондюрин представили проекты герба и флага Свердловской области на заседании Геральдического совета при Президенте Российской Федерации. Протоколом № 24 был одобрен и рекомендован к утверждению проект герба Свердловской области «при одном условии: заменить представленную в проекте корону (оригинальную шапку наподобие княжеской) традиционной княжеской шапкой (короной)». Было отмечено, что «при несогласии с данным предложением вместо княжеской шапки (короны) в гербе Свердловской области может быть использована золотая российская императорская корона». Предложение использовать в гербе субъекта Российской Федерации золотую российскую императорскую корону было сделано Геральдическим советом впервые с времен возрождения геральдической службы в России в 1992 году. До этого и Государственная герольдия и сменивший её Геральдический совет выступали категорически против использования в гербах субъектов Российской Федерации императорской короны.
Заключение Геральдического совета при Президенте Российской Федерации было рассмотрено 5 апреля 2005 года на заседании комиссии по символам Свердловской области и с его учётом внесены изменения в законопроект «О внесении изменений в Областной закон „О гербе и флаге Свердловской области“». 12 апреля 2005 года Областная Дума Законодательного Собрания Свердловской области своим постановлением № 1382-ПОД приняла закон Свердловской области «О внесении изменений в Областной закон „О гербе и флаге Свердловской области“» № 31-ОЗ от 3 мая 2005 года, которым была установлена новая редакция прежнего закона о гербе и флаге 1997 года.
В новой редакции было установлено:
«Статья 2. Свердловская область имеет полный герб Свердловской области и малый герб Свердловской области.
Статья 3. Описания полного герба Свердловской области и малого герба Свердловской области
1. Полный герб Свердловской области представляет собой червленый щит с серебряным восстающим соболем, держащим передними лапами золотую стрелу, положенную в столб оперением вверх. Щит увенчан золотой императорской короной. Щит поддерживают золотые грифоны, держащие поставленные в столб по сторонам щита знамёна в цвет флага Свердловской области с золотыми древками, бахромой, навершиями и подтоками, стоящие на подножии из золотых кедровых ветвей, перевитых червленой лентой с золотыми каймами, на которой серебряными буквами начертан девиз „ОПОРНЫЙ КРАЙ ДЕРЖАВЫ“.
2. Малый герб Свердловской области представляет собой червленый щит с серебряным восстающим соболем, держащим передними лапами золотую стрелу, положенную в столб оперением вверх. Щит увенчан золотой императорской короной.
3. Рисунки полного герба Свердловской области и малого герба Свердловской области в многоцветном варианте и одноцветном варианте со штриховкой помещены в приложении 1 к настоящему Закону Свердловской области»
Законом было также установлено, что на декорациях, изготавливаемых для праздничного оформления официальных церемоний и других торжественных мероприятий, проводимых государственными органами Свердловской области и на сувенирной продукции, изготавливаемой по заказам государственных органов Свердловской области, допускается воспроизведение без геральдического щита главной фигуры герба Свердловской области — серебряного восстающего соболя, держащего передними лапами золотую стрелу, положенную в столб оперением вверх.
21 апреля 2005 года закон был одобрен Палатой Представителей Законодательного Собрания Свердловской области постановлением № 438-ППП и 3 мая 2005 года был подписан губернатором Свердловской области Э. Э. Росселем с присвоением ему регистрационного номера 31-ОЗ. Закон вступил в силу 7 мая 2005 года, на следующий день после его официального опубликования в «Областной газете» от 6 мая 2005 года № 123—124. Официальное использование герба и флага Свердловской области, утверждённых в 1997 году, было разрешено до 1 января 2006 года. 13-14 мая 2005 года герб и флаг Свердловской области были рассмотрены Геральдическим советом при Президенте Российской Федерации и внесены в Государственный геральдический регистр Российской Федерации под номерами 1850 и 1851 соответственно (протокол № 25).
Очередные изменения в Закон о гербе и флаге от 14.04.1997 года были внесены Законами Свердловской области от 26 ноября 2010 года № 102-ОЗ, от 23 мая 2011 года № 30-ОЗ, от 17 октября 2013 года № 98-ОЗ и от 6 февраля 2014 года № 3-ОЗ. 10 февраля 2015 года Законодательным Собранием области принят Закон "О внесении изменений в Областной закон «О гербе и флаге Свердловской области» от 11 февраля 2015 года № 11-ОЗ. Этим законом допущено официальное использование элементов полного герба области: «1.Червлёного щита с серебряным восстающим соболем, держащим передними лапами золотую стрелу, положенную оперением вверх; 2. Серебряного восстающего соболя, держащего передними лапами золотую стрелу, положенную в столб оперением вверх; Золотого грифона, держащего поставленное в столб знамя в цвет флага Свердловской области с золотым древком, бахромой, навершием и подтоком, смотрящего вправо; То же, но смотрящего влево; Золотого грифона, смотрящего вправо; Золотого грифона, смотрящего влево».